# Europeiska inomhusmästerskapen i friidrott 2023 – Herrarnas 60 meter häck
Herrarnas 60 meter häck vid europeiska inomhusmästerskapen i friidrott 2023 avgjordes mellan den 4 och 5 mars 2023 på Ataköy Athletics Arena i Istanbul i Turkiet.

## Medaljörer
| Guld                 | Silver                | Brons                       |
| Jason Joseph Schweiz | Jakub Szymański Polen | Just Kwaou-Mathey Frankrike |

## Rekord
| Innan tävlingens start fanns följande rekord | Innan tävlingens start fanns följande rekord | Innan tävlingens start fanns följande rekord | Innan tävlingens start fanns följande rekord | Innan tävlingens start fanns följande rekord |
| -------------------------------------------- | -------------------------------------------- | -------------------------------------------- | -------------------------------------------- | -------------------------------------------- |
| Världsrekord                                 | Grant Holloway (USA)                         | 7,29                                         | Gallur, Spanien                              | 24 februari 2021                             |
| Världsrekord                                 | Grant Holloway (USA)                         | 7,29                                         | Belgrad, Serbien                             | 20 mars 2022                                 |
| Europeiskt rekord                            | Colin Jackson (GBR)                          | 7,30                                         | Sindelfingen, Tyskland                       | 6 mars 1994                                  |
| Mästerskapsrekord                            | Colin Jackson (GBR)                          | 7,39                                         | Paris, Frankrike                             | 12 mars 1994                                 |
| Världsårsbästa                               | Grant Holloway (USA)                         | 7,35                                         | Birmingham, Storbritannien                   | 25 februari 2023                             |
| Europaårsbästa                               | Jason Joseph (SUI)                           | 7,44                                         | St. Gallen, Schweiz                          | 19 februari 2023                             |

## Program
Alla tider är lokal tid (UTC+03:00).
| Datum       | Tid   | Omgång      |
| ----------- | ----- | ----------- |
| 4 mars 2023 | 11:20 | Försöksheat |
| 5 mars 2023 | 10:35 | Semifinal   |
| 5 mars 2023 | 21:05 | Final       |

## Resultat

### Försöksheat
De tre första i varje heat 0Q0 samt de fyra snabbaste tiderna 0q0 kvalificerade sig för semifinalerna.
| Placering | Heat | Namn                    | Nationalitet   | Tid  | Noteringar |
| --------- | ---- | ----------------------- | -------------- | ---- | ---------- |
| 1         | 1    | Jason Joseph            | Schweiz        | 7,61 | 0Q0        |
| 2         | 3    | Enrique Llopis          | Spanien        | 7,63 | 0Q0        |
| 3         | 2    | Just Kwaou-Mathey       | Frankrike      | 7,63 | 0Q0        |
| 4         | 2    | Jakub Szymański         | Polen          | 7,65 | 0Q0        |
| 5         | 3    | Krzysztof Kiljan        | Polen          | 7,67 | 0Q0        |
| 6         | 4    | Paolo Dal Molin         | Italien        | 7,71 | 0Q0        |
| 7         | 1    | Milan Trajković         | Cypern         | 7,71 | 0Q0        |
| 8         | 3    | Lorenzo Simonelli       | Italien        | 7,72 | 0Q0        |
| 9         | 3    | Dimitri Bascou          | Frankrike      | 7,73 | 0q0        |
| 10        | 1    | David King              | Storbritannien | 7,75 | 0Q0        |
| 11        | 4    | Elmo Lakka              | Finland        | 7,75 | 0Q0        |
| 12        | 1    | Bálint Szeles           | Ungern         | 7,76 | 0q0        |
| 13        | 4    | Vladimir Vukicevic      | Norge          | 7,76 | 0Q0        |
| 14        | 1    | Abdel Kader Larrinaga   | Portugal       | 7,77 | 0q0        |
| 15        | 1    | Kevin Sánchez           | Spanien        | 7,77 | 0q0        |
| 16        | 4    | Pascal Martinot-Lagarde | Frankrike      | 7,79 |            |
| 17        | 3    | Finley Gaio             | Schweiz        | 7,79 |            |
| 18        | 2    | Hassane Fofana          | Italien        | 7,79 | 0Q0        |
| 19        | 2    | Tim Eikermann           | Tyskland       | 7,80 |            |
| 20        | 4    | Konstantinos Douvalidis | Grekland       | 7,82 | 0SB0       |
| 21        | 4    | Mikdat Sevler           | Turkiet        | 7,83 |            |
| 22        | 3    | Max Hrelja              | Sverige        | 7,84 |            |
| 23        | 2    | Ilari Manninen          | Finland        | 7,87 |            |
| 24        | 1    | Alin Ionuț Anton        | Rumänien       | 7,89 |            |
| 25        | 2    | Luka Trgovčević         | Serbien        | 7,91 |            |
| 26        | 3    | Santeri Kuusiniemi      | Finland        | 7,95 |            |
| 27        | 4    | Damian Czykier          | Polen          | 7,95 |            |
| 28        | 2    | Dániel Eszes            | Ungern         | 8,03 |            |
| 29        | 4    | Mathieu Jaquet          | Schweiz        | 8,10 |            |
| 30        | 2    | Daniel Cisneros         | Spanien        | 8,24 |            |

### Semifinaler
De fyra första i varje heat 0Q0 kvalificerade sig för finalen.
| Placering | Heat | Namn                  | Nationalitet   | Tid   | Noteringar |
| --------- | ---- | --------------------- | -------------- | ----- | ---------- |
| 1         | 1    | Jason Joseph          | Schweiz        | 7,50  | 0Q0        |
| 2         | 1    | Jakub Szymański       | Polen          | 7,54  | 0Q0        |
| 3         | 2    | Enrique Llopis        | Spanien        | 7,58  | 0Q0        |
| 4         | 2    | Just Kwaou-Mathey     | Frankrike      | 7,61  | 0Q0        |
| 5         | 1    | Paolo Dal Molin       | Italien        | 7,62  | 0Q0        |
| 6         | 2    | Krzysztof Kiljan      | Polen          | 7,67  | 0Q0        |
| 7         | 2    | David King            | Storbritannien | 7,68  | 0Q0        |
| 8         | 2    | Hassane Fofana        | Italien        | 7,71  | 0SB0       |
| 9         | 2    | Milan Trajković       | Cypern         | 7,73  |            |
| 10        | 1    | Lorenzo Simonelli     | Italien        | 7,74  | 0Q0        |
| 11        | 1    | Kevin Sánchez         | Spanien        | 7,75  |            |
| 12        | 1    | Vladimir Vukicevic    | Norge          | 7,75  |            |
| 13        | 2    | Abdel Kader Larrinaga | Portugal       | 7,81  |            |
| 14        | 1    | Elmo Lakka            | Finland        | 7,83  |            |
| 15        | 2    | Bálint Szeles         | Ungern         | 8,15  |            |
| 99        | 1    | Dimitri Bascou        | Frankrike      | 0DNF0 |            |

### Final
Finalen startade klockan 21:05.
| Placering | Bana | Namn              | Nationalitet   | Tid   | Noteringar |
| --------- | ---- | ----------------- | -------------- | ----- | ---------- |
| 1         | 4    | Jason Joseph      | Schweiz        | 7,41  | EL, 0NR0   |
| 2         | 5    | Jakub Szymański   | Polen          | 7,56  |            |
| 3         | 3    | Just Kwaou-Mathey | Frankrike      | 7,59  |            |
| 4         | 1    | Lorenzo Simonelli | Italien        | 7,59  | 0PB0       |
| 5         | 7    | Paolo Dal Molin   | Italien        | 7,62  |            |
| 6         | 8    | Krzysztof Kiljan  | Polen          | 7,63  |            |
| 7         | 2    | David King        | Storbritannien | 7,71  |            |
| 9         | 6    | Enrique Llopis    | Spanien        | 0DNF0 |            |